# Alpha (2018)
Alpha ist ein epischer, prähistorischer Abenteuerfilm von Albert Hughes, der am 17. August 2018 in die US-amerikanischen und am 6. September 2018 in die deutschen Kinos kam. Die Geschichte des Films ist in der letzten Eiszeit angesiedelt.

## Handlung
20.000 Jahre vor unserer Zeit. Der junge Keda darf zum ersten Mal die Männer seines Stammes, dessen Anführer sein Vater ist, auf die Jagd begleiten. Sie treiben eine Herde Büffel in den Abgrund, wobei eines der Tiere Keda attackiert und ihn dabei ebenfalls hinunterstößt. Keda bleibt leblos auf einem Felsvorsprung liegen, wo die anderen ihn nicht erreichen können. Die Männer seines Stammes geben ihn verloren, was am nächsten Morgen auch sein Vater einsieht. Sie errichten ein Steingrab und kehren in ihr Dorf zurück.
Erst eine Woche zuvor hatte Keda eine brauchbare Speerspitze gefertigt und damit das Recht erworben, mit den anderen Männern auf die Jagd zu gehen. Sein Vater hatte ihm von den Sternen erzählt und wie diese ihm immer den Weg nach Hause zeigen. Am Beispiel der Wölfe hatte er ihm erklärt, dass ein Anführer für die Seinen sorgen muss, aber auch Gefahr läuft, bei Schwäche von diesen angezweifelt zu werden.
Keda erwacht, als ein Geier sich an seinem leblosen Körper zu schaffen macht. Mit Mühe klettert er die Steilwand hinunter und lässt sich in den Sturzbach fallen, den ein starker Regen hat entstehen lassen. Am nächsten Tag renkt sich Keda seinen Fuß selbst wieder ein und wird kurze Zeit später von einem Rudel Wölfe angegriffen. Er kann sich mit seinem Messer verteidigen und auf einen Baum flüchten. Einer der Wölfe bleibt verletzt unter dem Baum liegen. Am nächsten Morgen versucht Keda den Wolf zu töten, bringt es jedoch nicht übers Herz. Er findet eine Höhle, wo er den Wolf gesundpflegt, und nennt ihn Alpha, wie sein Vater einen der Wölfe nannte. Zunehmend vertrauen beide einander und bilden eine Gemeinschaft.
Mit Hilfe der Sterne begibt sich Keda auf den Weg zurück zu seinem Stamm. Alpha folgt ihm. Gemeinsam jagen sie Wildschweine und verteidigen sich gegen andere Tiere. In der Nacht wärmen sie sich am Feuer, anfänglich noch voneinander entfernt, bald schon eng beieinander. Als der Winter kommt, wird ihre Reise zunehmend zu einer Herausforderung.
Als Keda, den erschöpften Wolf tragend und selbst am Ende seiner Kräfte, das Dorf seines Stammes erreicht, sind seine Eltern überglücklich. Sein Vater ist sehr stolz auf ihn. Die Mitglieder des Stammes pflegen Keda gesund und kümmern sich auch um Alpha. Die Schamanin hilft Alpha, fünf Junge auf die Welt zu bringen.

## Produktion

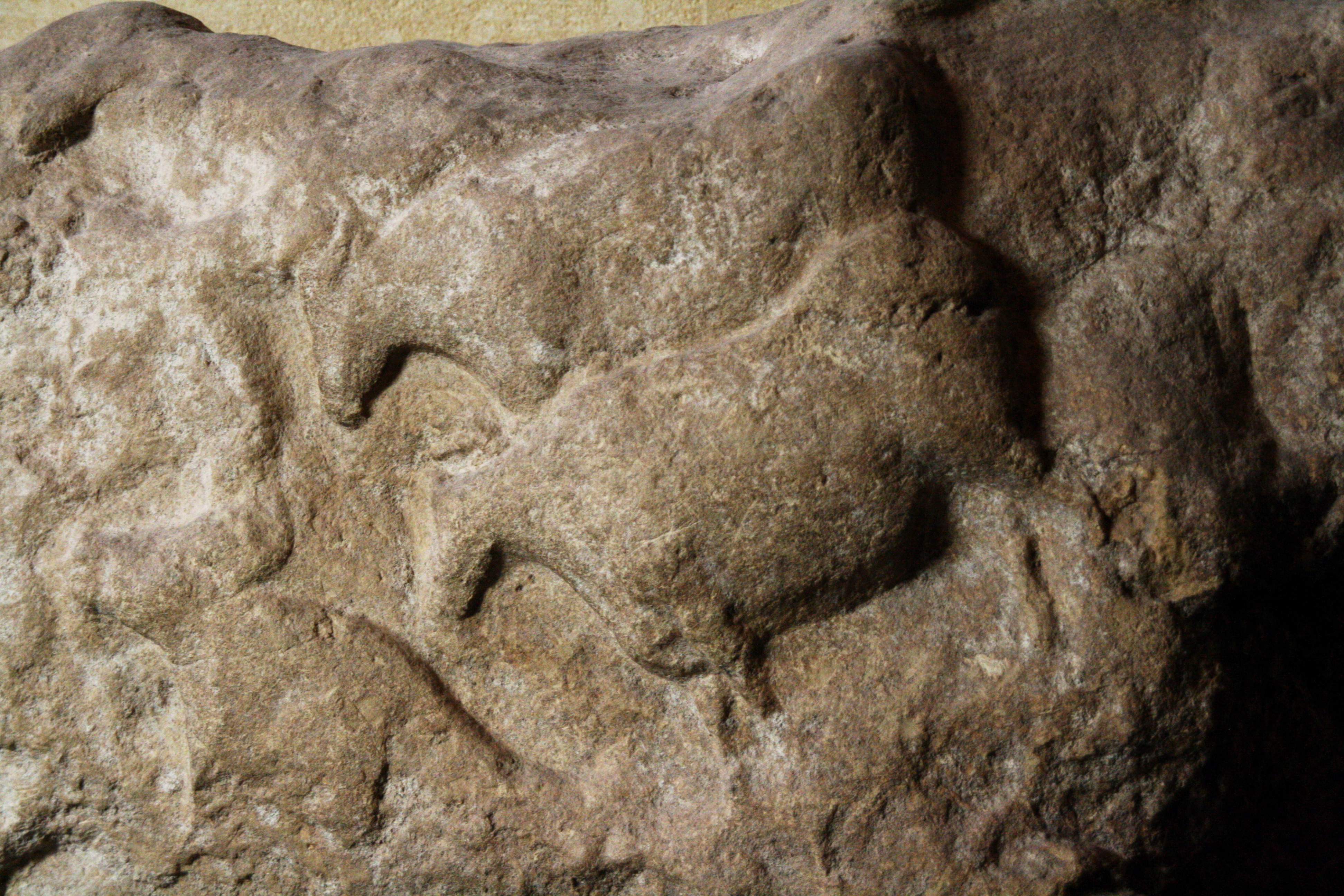
Die Solutréen waren Jäger, wie ein dargestellter Auerochse zeigt, ausgestellt im National Prehistory Museum in Les Eyzies-de-Tayac

Anfänglich trug der Film den Arbeitstitel The Solutrean, der sich auf eine archäologische Kultur bezog, die den Namen Solutréen trägt und im Jungpaläolithikum existierte, dem kältesten Abschnitt der letzten Eiszeit zwischen 22.000 und 17.000 vor Christus. Die Kultur wurde nach der französischen Ortschaft Solutré benannt, wo 1866 Funde gemacht wurden, die nachwiesen, dass die damaligen Menschen bereits fortschrittliche Werkzeuge aus Stein und Knochen gefertigt hatten. Eine Hypothese, nach der Männer und Frauen aus Europa während der Eiszeit die ersten Siedler in Amerika waren, knüpfte daran an. Der letztliche Filmtitel Alpha nimmt nicht nur Bezug auf die Rolle eines Alphawolfes, die der junge Jäger gegenüber seinem neuen Begleiter einnimmt, sondern auch auf seine neu erworbenen Fähigkeiten, die er im Überlebenskampf unter Beweis stellen muss, die in der Eiszeit wichtig waren, um sich als Führer eines Stammes hervorzutun. Sein Vater hatte dem Jungen erklärt, dass das Überleben nicht selbstverständlich ist, und wenn die Menschen keine Führer mehr haben, denen sie folgen können, müsse man selbst einer werden. Nach seiner abenteuerlichen Reise ist aus einem Jungen ein Krieger geworden.
Regie führte Albert Hughes. Alpha war der erste Spielfilm, bei dem Hughes ohne seinen Bruder Allen Regie führte. Die Filmmusik komponierten Michael Stearns und Joseph S. DeBeasi. Der Soundtrack zum Film, der insgesamt 33 Musikstücke umfasst, wurde am 26. Oktober 2018 von Madison Gate Records als Download veröffentlicht.
Die Rolle des jungen Mannes Keda wurde mit Kodi Smit-McPhee besetzt. Jóhannes Haukur Jóhannesson spielt seinen Vater Tau, Natassia Malthe seine Mutter Rho. Leonor Varela ist in der Rolle der Schamanin seines Stammes zu sehen. Die Filmemacher kreierten für Alpha eine eigene Sprache. Für Scott Menzel fügt dies der Geschichte eine ganz neue Ebene hinzu und lasse den Film authentisch wirken.
Die deutsche Synchronisation, die nicht untertitelt ist, entstand nach einem Dialogbuch von Tobias Neumann und der Dialogregie von Nana Spier im Auftrag der Berliner Synchron GmbH Wenzel Lüdecke in Berlin. Sebastian Fitzner leiht in der deutschen Fassung Keda seine Stimme, Matti Klemm seinem Vater Tau. Während im Original Morgan Freeman der Erzähler ist, ist dies in der deutschen Fassung Joachim Kerzel.
Die Dreharbeiten fanden im Lucerne Valley in Kalifornien und in Brooks im kanadischen Alberta statt. Kameramann war der Österreicher Martin Gschlacht. Die Kostüme wurden von Sharen Davis entworfen.
Im Juli 2017 wurde ein erster Trailer zum Film veröffentlicht, im Juni 2018 folgte ein zweiter. Am 17. August 2018 kam der Film in die US-amerikanischen und am 6. September 2018 in die deutschen Kinos. Ein Kinostart in China erfolgte am 7. September 2018.
In den USA wurde 2018 ein Director’s Cut veröffentlicht, der kürzer ist als die Kinofassung und in der Dramaturgie sowie in der Reihenfolge einiger Szenen abweicht. Am 6. August 2020 wurde der Film in das Programm von Netflix aufgenommen.

## Rezeption

### Altersfreigabe
In den USA wurde der Film von der MPAA als PG-13 eingestuft. In Deutschland wurde er von der FSK ab 12 Jahren freigegeben, in Begleitung der Eltern jedoch bereits ab 6 Jahren erlaubt. In der Freigabebegründung heißt es: „Der ruhig inszenierte Film schildert das raue und gefahrvolle Leben in der Vorzeit auf realistische Weise, insbesondere der Kampf Mensch gegen Tier wird teilweise eindringlich dargestellt. Auch sonst gibt es einige dramatische Spannungsszenen, etwa wenn der Protagonist in einen See stürzt. Die Darstellungen bewegen sich jedoch in einem Rahmen, der Kinder ab 12 Jahren nicht überfordert. Zuschauer ab diesem Alter können die Geschehnisse in den prähistorischen Kontext einordnen und eine angemessen emotionale Distanz wahren.“ In einer Filmkritik der dpa wird gewarnt, Alpha sei kein rührseliges Disney-Vergnügen, vielmehr gebe es nervenaufreibende Szenen, die mit dem brutalen Survival-Drama The Revenant – Der Rückkehrer mithalten könnten.

### Vorwürfe zu Dreharbeiten
Am 27. April 2016 wurden für die Dreharbeiten am Set in Alberta fünf Bison-Kadaver arrangiert. Die Tiere waren am Vortag geschlachtet und teilweise enthäutet worden, um in einer bestimmten Szene verwendet zu werden. Die American Humane Association, die die Verwendung von Tieren verbietet, die zum Zweck der Filmproduktion getötet wurden, untersuchte diesen Vorfall. „Wir wurden auf Vorwürfe aufmerksam gemacht, die, wenn sie wahr sind, eine klare Verletzung unserer Standards darstellen“, sagte AHA-Vertreter Mark Stubis in einer Erklärung. Am 26. September 2016 gab die AHA nach unabhängiger Untersuchung bekannt, dass der Film das Zertifikat „No Animals Were Harmed®“ nicht verwenden darf, da die Tötung der Tiere den Richtlinien des Vereins widerspreche.

### Kritiken und Einspielergebnis
Von den bei Rotten Tomatoes aufgeführten Kritiken fielen 80 Prozent positiv aus. Die Durchschnittsbewertung liegt bei 6,6 von 10 Punkten.

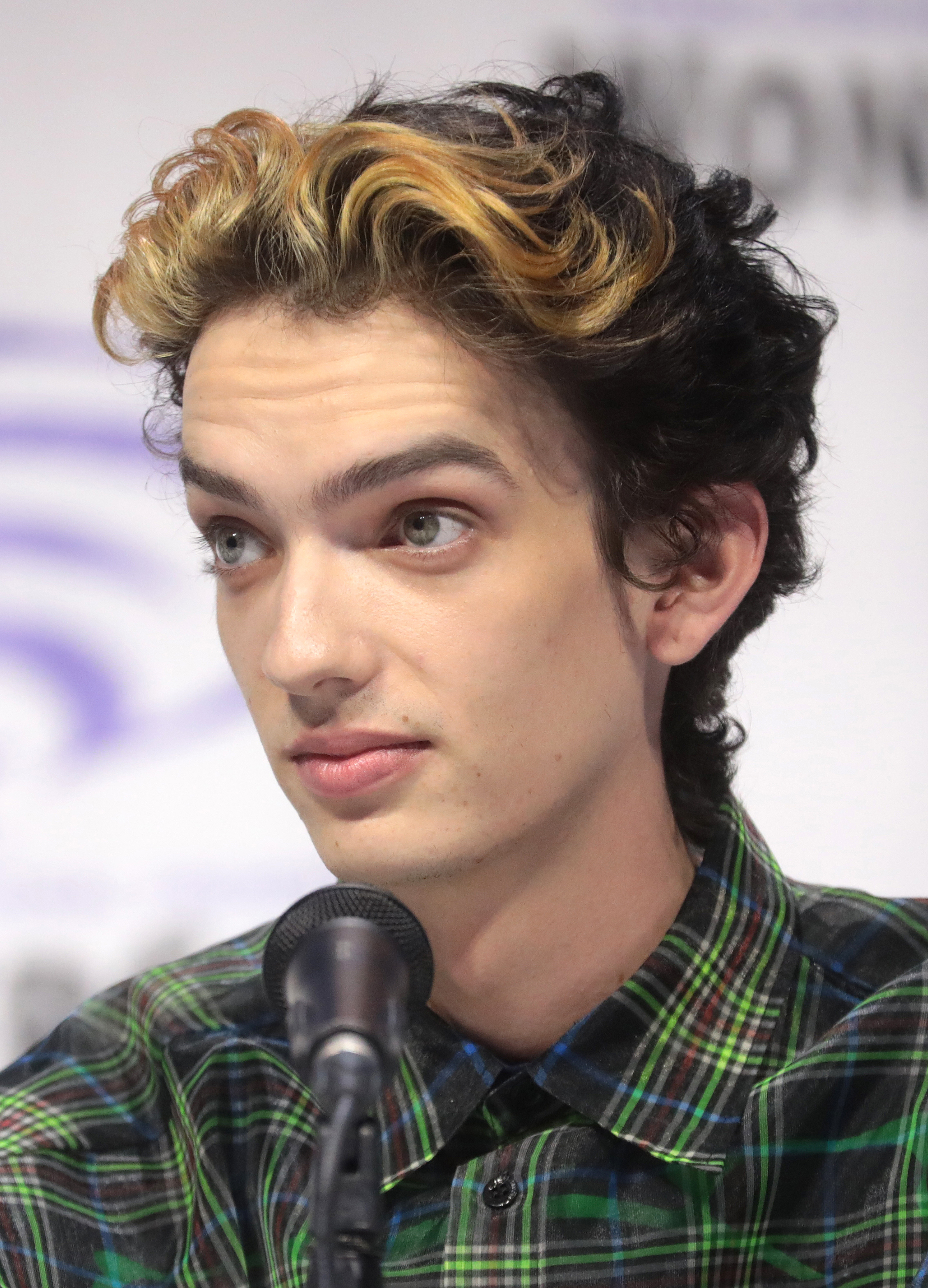
Kodi Smit-McPhee spielt Keda

Scott Menzel von We Live Entertainment erklärt, Dan Wiedenhaupts Drehbuch konzentriere sich auf den Aufbau und die Gestaltung der Beziehung zwischen Keda und Alpha. Sie würden nicht über Nacht Freunde, sondern lernten langsam, einander zu vertrauen und sich gegenseitig zu schützen. Die Beziehung zwischen Keda und dem Wolf sei keine, die man zuvor in einem Film gesehen habe, so Menzel. Auch wenn es viele Filme über die Eiszeit gebe, konzentrierten sich diese nicht auf die Figuren, sondern auf die Darstellung, wie es war, in der Eiszeit zu leben. Alpha hingegen erzähle seine Geschichte aus einer einzigartigen Perspektive und weise eine visuellen Qualität auf, die im 3D-Format noch gewinne. Über Kodi Smit-McPhees Leistung, der Keda spielt, sagt Menzel, diese sei phänomenal, nicht nur weil er während des gesamten Films eine fremde Sprache spreche, sondern auch weil sein Co-Star ein Wolf sei.
Matthias Halbig schreibt in der Hannoverschen Allgemeinen Zeitung: „War je ein Film für IMAX-Kinos gemacht, dann dieses Abenteuer aus dem Lande Lange-her.“ Die Aufnahmen von Martin Gschlacht hätten eine Wucht, die zu Tränen rühre, so Halbig und spricht von purem Überwältigungskino.
In einer Filmkritik der dpa heißt es, mit grandiosen Aufnahmen von Mammut-Herden, riesigen Wasserfällen und feuerspeienden Vulkanen werden die Zuschauer auf ein bildgewaltiges Epos eingestimmt. Weiter heißt es dort, die Freundschaft, die sich langsam zwischen Keda und dem Titelwolf Alpha entwickele, gehe trotz Ungereimtheiten, Vorhersehbarkeit und einem zuckersüßen Ende zumindest Hundefreunden ans Herz. Der 22-jährige Australier Kodi Smit-McPhee überzeuge dabei in seiner fast stummen Rolle, wie er sich zunehmend mutiger den harschen Naturgewalten stellt.
Auch Owen Gleiberman von Variety erklärt, Kedas langsam wachsende Bindung mit dem einsamen Wolf Alpha sei der emotionale Kern des Films, wenn die beiden zu Team-Jägern werden, wobei Alpha die Tiere jagt und Keda sie mit seinem Speer erledigt, was von einer poetischen Authentizität sei. Albert Hughes erweise sich als atemberaubender Choreograph der Natur, so Gleiberman.
Alberto Quintanilla von IGN erinnert die Geschichte von dem jungen Mann und seinem Wolf an Mogli, jedoch in prähistorischer Zeit angesiedelt.
Die weltweiten Einnahmen des Films aus Kinovorführungen belaufen sich auf fast 100 Millionen US-Dollar.

### Auszeichnungen
Hollywood Professional Association Awards 2018
- Auszeichnung in der Kategorie Outstanding Color Grading – Feature Film (Maxine Gervais)[24][25]